# قهرمان قزان
قهرمان قزان (بالتركية: Kahramankazan)‏ هي بلدة ومُديريَّة تقع في ولاية أنقرة بتركيا. تصل مساحتها إلى 407.8 كم²، وترتفع عن سطح البحر حوالي 890 م.